# Borggravevijvers
De Borggravevijvers zijn een vijvercomplex in de Belgische stad Hasselt. Ze liggen in de vijverregio De Wijers en ten zuidoosten van natuurdomein Kiewit en ten zuidwesten van het natuur- en recreatiedomein Bokrijk en worden door spoorlijn 21A van Bokrijk afgesneden. In het oosten ligt het gehucht Bokrijk, in het zuiden het Albertkanaal en in het westen het buitengewoon onderwijsscholencomplex KIDS en de wijk Banneux.
De naam Borggraaf werd al in de 15e eeuw gebruikt en verwijst naar een middeleeuwse burcht die op de plaats van de vijvers stond.
De Zusterkloosterbeek bevloeit de vijvers. Ook de Borggravevijverloop ontspringt er. Ter hoogte van de bocht van de Genkersteenweg mondt deze beek in de Herkenrodebeek uit, die even verder in de Zusterkloosterbeek uitmondt.